# Camminacammina
Camminacammina è un film del 1983 diretto da Ermanno Olmi ed interpretato da attori non professionisti. 
L'autore rivisita la storia dei magi che seguendo una stella si mettono in viaggio alla ricerca del Salvatore. Inizialmente il film sarebbe dovuto durare oltre 4 ore, ma questa versione è andata persa. La censura applicò il divieto ai minori di 14 anni. 
Fu presentato fuori concorso al 36º Festival di Cannes.

## Trama
Una notte il sacerdote astronomo Mel ed il suo discepolo Rupo, scrutando il cielo dalle rovine di un tempio, sono sorpresi da una luce fortissima ed improvvisa. La interpreteranno come un segno della venuta del Salvatore e decideranno, insieme a molti abitanti della città, di mettersi in cammino per rendergli omaggio e consegnargli i doni affidatigli dal re.
Nel lungo cammino, che non tutti riusciranno a portare a termine, si uniranno altre due carovane.
Troveranno il Salvatore in un castello abbandonato, sotto le spoglie di un bambino, e gli renderanno omaggio. La notte stessa però, temendo un agguato delle truppe di un invidioso imperatore, le tre carovane si disperderanno dopo aver cancellato tutti i segni della loro visita. Solo un soldato tornerà nottetempo al castello, ma arriverà dopo le truppe dell'imperatore.

## Location
Il film è stato girato tra agosto e dicembre del 1980, a Volterra, nelle Alpi Apuane e in Maremma.